# Zè
Zè è una città situata nel dipartimento dell'Atlantico nello Stato del Benin con 89 130 abitanti (stima 2006).

## Amministrazione
Il comune è formato dai seguenti 11 arrondissement:
- Adjan
- Dawé
- Djigbé
- Dodji-Bata
- Hékanmè
- Koundokpoè
- Sèdjè-Dénou
- Sèdjè-Houégoudo
- Tangbo-Djevié
- Yokpo
- Zè